# Royal Aircraft Factory S.E.1
El Royal Aircraft Factory S.E.1 (Santos Experimental) fue un avión experimental construido por la Army Balloon Factory en Farnborough (más tarde Royal Aircraft Factory) en 1911. Tiene un lugar en la historia por ser el primero de la serie de diseños de la Royal Aircraft Factory (varios de los cuales jugaron un importante papel en la Primera Guerra Mundial).

## Diseño y desarrollo
En 1910, la Army Balloon Factory no estaba realmente autorizada a diseñar o construir aviones, sólo a repararlos. Cuando los restos de un monoplano Blériot XII accidentado (apodado "The Man-Killer" (matahombres) por su pobre manejo), perteneciente al Ejército, fueron enviados desde Larkhill a Farnborough para reparar, se solicitó y autorizó una reconstrucción completa. El resultado fue un diseño completamente nuevo. Un monoplano tractor se convirtió en un biplano propulsor con grandes elevadores compensados delanteros, similar en la disposición básica al Flyer, pero con un fuselaje totalmente recubierto. Se instalaron alerones en el ala superior, y se montaron dos timones compensados gemelos detrás de la hélice, pero por fuera de su rebufo inmediato. El único componente obvio del Blériot que pasó al nuevo diseño fue su motor E.N.V. Type F de 45 kW (60 hp).
El S.E.1 realizó su primer vuelo, una milla recta, en manos de su diseñador Geoffrey de Havilland, el 11 de junio de 1911. Las pruebas de vuelo revelaron problemas de control y la superficie del ala/elevador delantero fue ajustada para tratar de unir el centro de presión con la línea del eje y hacer al S.E.1 estable en cabeceo. A principios de agosto, la superficie frontal fue fijada y llevaba un elevador convencional de borde de fuga. Se realizó un intento de mejorar las características de giro retirando el recubrimiento lateral de la góndola, para reducir la superficie lateral.
De Havilland continuó volando el S.E.1 hasta el 16 de agosto. El 18 del mismo mes, el avión fue volado por el inexperto piloto teniente Theodore J. Ridge, superintendente asistente de la fábrica (cuya experiencia previa había sido principalmente con dirigibles, y que sólo acababa de recibir su certificado de piloto en día anterior, además de ser descrito como un "aviador absolutamente indiferente"). Tanto De Havilland como un ingeniero de la fábrica le previnieron de volarlo. La combinación del inexperto piloto y del avión marginalmente controlable resultó fatal (mientras aterrizaba, con el motor apagado, realizó un brusco giro; el S.E.1 entró en pérdida y cayó en barrena, muriendo Ridge).
No se intentó reconstruir el S.E.1, y el diseño fue aparentemente abandonado, sin intentar desarrollarlo. El S.E.2 de 1913 era un tipo de avión completamente diferente (un desarrollo del B.S.1).

## Especificaciones
Referencia datos: The Royal Aircraft Factory, de Havilland Aircraft desde 1909

### Características generales
- Tripulación: Uno (piloto)
- Longitud: 8,8 m (29 ft)
- Envergadura: 11,6 m (38 ft)
- Altura: 3,5 m (11,5 ft)
- Superficie alar: 37 m² (398,3 ft²)
- Peso vacío: 544 kg (1199 lb)
- Peso cargado: 744 kg (1639,8 lb)
- Planta motriz: 1× motor lineal V8 refrigerado por agua E.N.V. Type F.
  - Potencia: 45 kW (62 HP; 61 CV)
- Hélices: Propulsora bipala de madera de paso fijo

## Aeronaves relacionadas

### Secuencias de designación
- Secuencia S.E._ (interna de Royal Aircraft Factory (Santos Experimental/Scout Experimental)): S.E.1 - S.E.2 - S.E.3 - S.E.4 →